# Ferrocarrils de Muntanya de Grans Pendents
Ferrocarrils de Muntanya de Grans Pendents (FMGP) fou una companyia ferroviària catalana de capital privat que construí el Cremallera de Montserrat i el Cremallera de Núria.

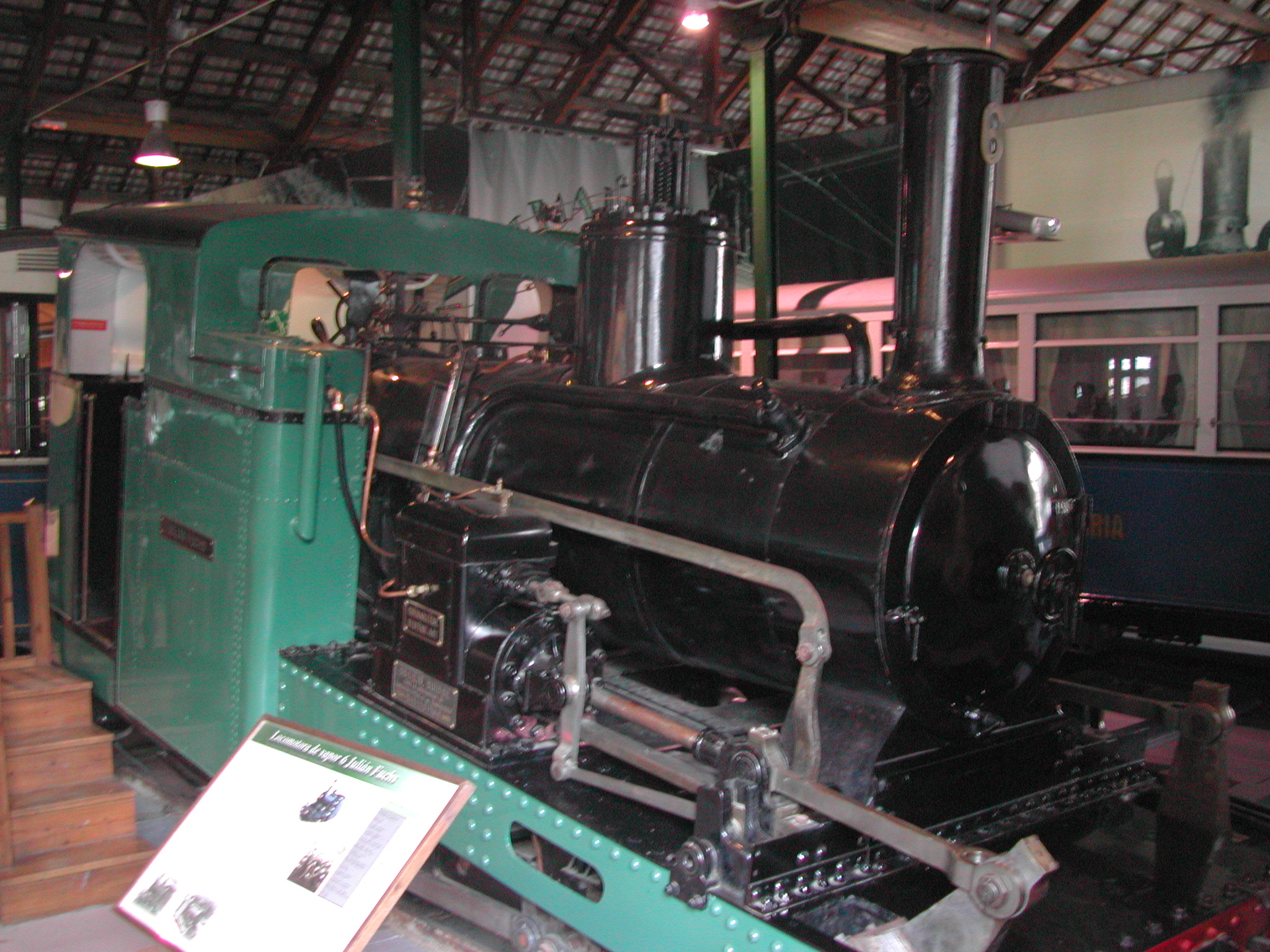
Locomotora de vapor número 6 del Cremallera de Montserrat típica de l'època FMGP

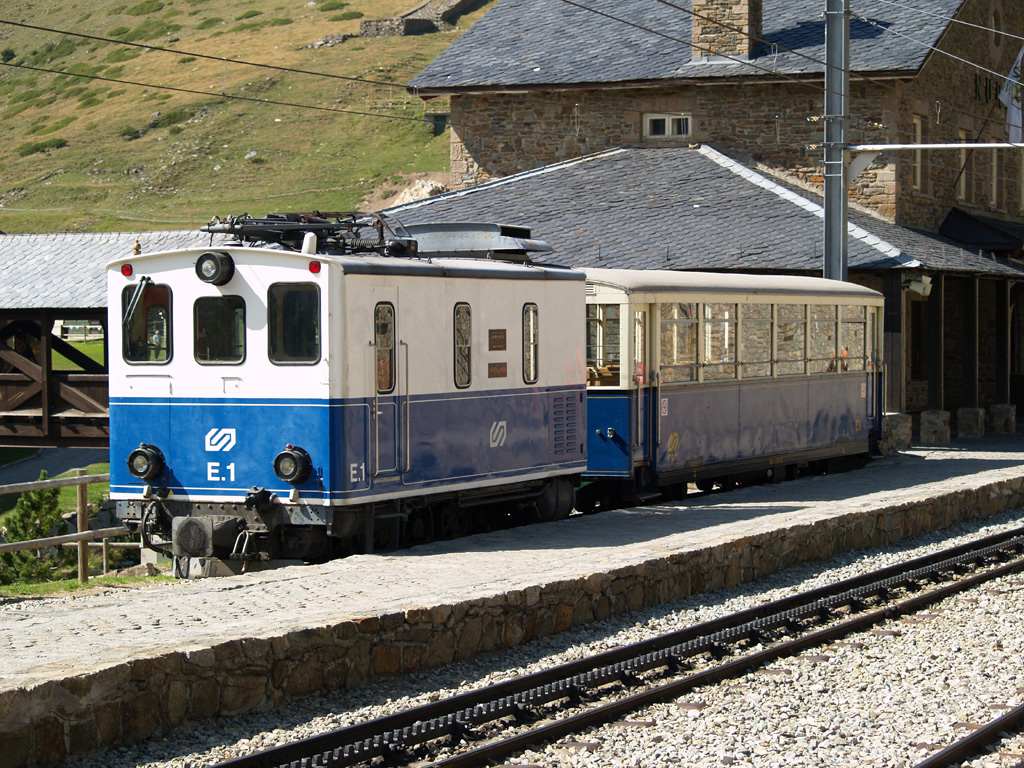
Composició formada per la màquina E1 i el cotxe 21 del Cremallera de Núria típica de l'època FMGP

## Història
Davant l'increment de visitants al Monestir de Montserrat i les males comunicacions que tenia, l'exdirector de les obres de Camins de Ferro de Barcelona a França per Figueres Joaquim Carrera ideà un projecte d'un ferrocarril amb sistema de cremallera per unir el monestir amb l'estació de Monistrol de la Companyia del Ferrocarril de Saragossa a Barcelona. Juntament amb Romà Macaya i Josep Carbonell constituïren el 31 de desembre de 1881 la companyia Ferrocarrils de Muntanya de Grans Pendents.